# Iwan Carewicz i Szary Wilk
Iwan Carewicz i Szary Wilk (ros. Иван Царевич и Серый волк) – rosyjski film animowany fantasy z 2011 roku w reżyserii Władimira Toropczina.

## Obsada (głosy)
- Nikita Jefriemow jako Iwan Carewicz
- Artur Smoljaninow jako Szary Wilk
- Tatjana Bunina jako Wasilisa
- Iwan Ochłobystin jako Car
- Wiktor Suchorukow jako Pierwszy minister
- Michaił Bojarski jako Kot
- Siergiej Russkin jako Kościej Nieśmiertelny
- Lija Achiedżakowa jako Baba Jaga
- Siergiej Garmasz jako Żmij Gorynycz

## Nagrody
- 2014: Nominacja Mały Sputnik (Polska)
- 2013: Nominacja Mały Sputnik (Polska)

Źródło: